# Вершинино (село, Троїцький район)
Верши́нино (рос. Вершинино) — село у складі Троїцького району Алтайського краю, Росія. Входить до складу Зеленополянської сільської ради.

## Населення
Населення — 287 осіб (2010; 370 у 2002).
Національний склад (станом на 2002 рік):
- росіяни — 98 %